# Serrat del Molí
El Serrat del Molí és una serra situada entre els municipis de la Seu d'Urgell i de Montferrer i Castellbò a la comarca de l'Alt Urgell, amb una elevació màxima de 775 metres.